# Dějiny Afghánistánu
Doklady lidské činnosti na území, kde se dnes nachází stát Afghánistán, jsou datovány až do doby před 50 000 lety. První městské civilizace se na afghánském území začaly rozvíjet kolem roku 3000 př. n. l., ve staletích kolem přelomu letopočtu afghánskému území vládly středoasijské i indické dynastie jako byli Kušáni či Maurjové. V 7. století Afghánistán dobyli muslimové a od té doby byl islám v Afghánistánu převažujícím náboženstvím. Koncem středověku bylo území dobyto Mongoly, základy moderního Afghánistánu položil v polovině 18. století Ahmad Šáh Durrání.

## Doba prehistorická
Podle archeologických vykopávek lze předpokládat, že první obyvatelé žili na území dnešního Afghánistánu před více než 50 000 lety. Tamější farmářské společnosti patří mezi nejstarší na světě. Městská civilizace se začala rozvíjet zhruba od roku 3000 př. n. l. Pravděpodobně měla styky s okolními kulturami jako byla kultura poříčí Indu apod. Je dokonce možné, že lokalita Mundígahu (severně od Kandaháru) patřila právě ke kultuře poříčí Indu.
Kultuře, která se v oblasti Afghánistánu a vůbec střední Asie nacházela zhruba mezi lety 2200–1700 př. n. l., se říká Baktrijsko-margiánský archeologický komplex. Je možné, že příslušníci této kultury byli právě ti Indoevropané či Proto-Indoárjové, kteří s koncem zdejší kultury migrovali na jih, kde ukončili vládnutí harrapské kultury.

## Středověké a předislámské období

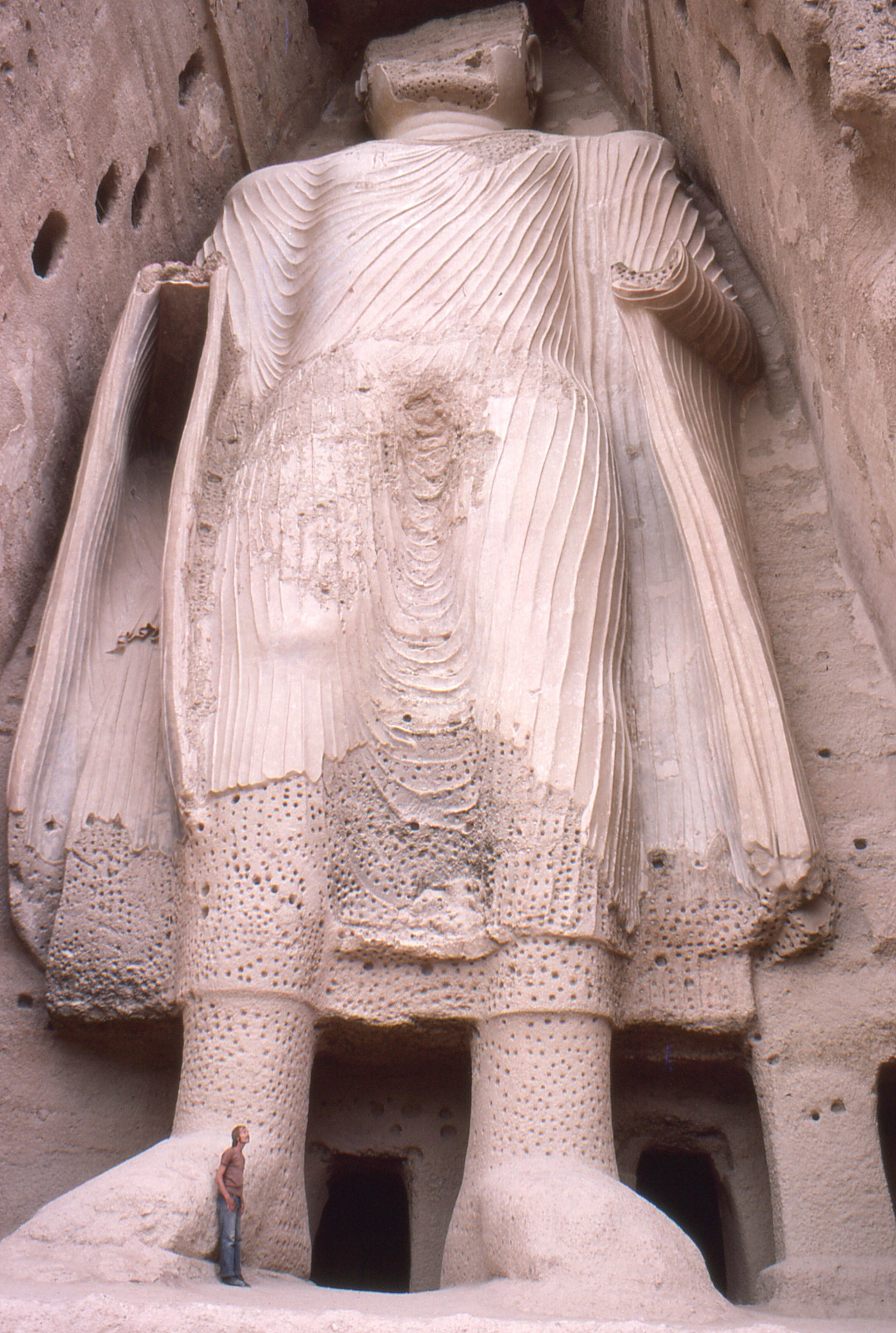
Jedna ze soch Buddhů z Bámjánu (před zničením)

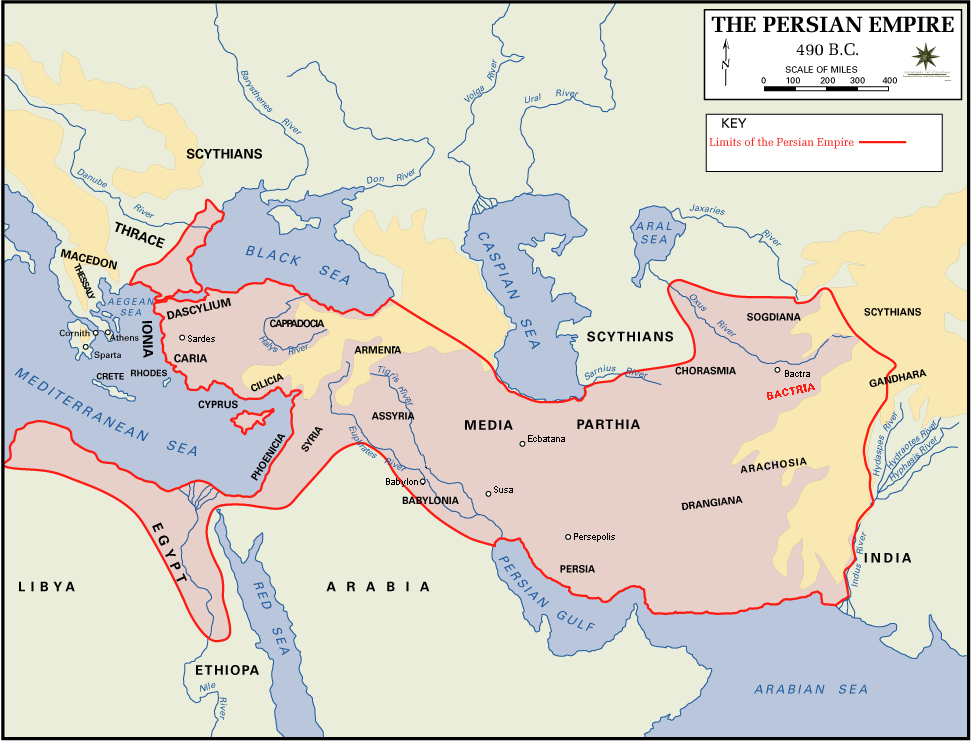
Achaimenovská říše kolem roku 490 př. n. l., jejíž součástí byl i Afghánistán

Po několika staletích „temného“ období se v oblastech Gandháry, Árie, Baktrie a Arachósie objevují první státní útvary. Část oblastí byla kontrolována Médskou říší až do doby kolem roku 550 př. n. l., kdy ji vystřídala dynastie Achaimenovců. Ti dobyli celou oblast dnešního Afghánistánu a u moci se udrželi více než 200 let. Ve dvacátých letech 4. století př. n. l. říši vyvrátil Alexandr Veliký, za nedlouho na to se území dnešního Afghánistánu stalo součástí říše Seleukovců. V roce 305 př. n. l. Seleukovci dali Gandháru i Arachósii Maurjovské říši jako důkaz nově uzavřeného společenství, zároveň na oplátku získali 500 válečných slonů. Baktrie a Árie zatím zůstaly v rukou Seleukovců. Změna nastala až v roce 250 př. n. l., kdy se vzepřel baktrijský satrapa Diodotos I. a založil Řecko-baktrijské království, jehož součástí se stala Gandhára i Árie.
Když byla Maurjovská říše vyvrácena dynastií Šungů, využilo toho Řecko-baktrijské království k výpadům proti indické říši. Ve 2. století př. n. l. Řecko-baktrijské království zaniklo a zejména východní část Afghánistánu se stala součástí Indo-řeckého království.
Někdy v 1. století př. n. l. se v oblasti usídlili Šakové, kteří byli vytlačeni etnikem Jüe-č'ů a dali tak vzniknout šakskému, resp. Indoskythskému království. To v roce 140 př. n. l. porazilo posledního řeckého vládce Baktrie, Héliokla. Brzy na to Indoskythové vydobyli Arachósii z rukou Indo-řeckého království, načež byla Arachósie přejmenována na Sístán. Indoskythské království bylo poraženo Parthskou říší, načež se indoskythské etnikum přesunulo do jižnější části Indického poloostrova a dalo vzniknout státu Západních kšatrapů.
Mezitím na severozápadním cípu Indického subkontinentu vznikla Kušánská říše. Během doby vlády Kušánů se oblast Afghánistánu stala centrem kultury a vzdělání. Vzkvétala buddhistická centra (např. v Bámjánu a Haddě) a vrcholu produkce dosáhlo gandhárské umění.

## Příchod islámu
V roce 642 Arabové dobyli Perskou říši a ze západní strany pronikli na afghánské území. Spolu s nimi byl do oblasti uveden islám. V té době měl Afghánistán řadu místních vládců, kteří byli pod vlivem čínské dynastie Tchang. Arabové však nedobyli celou oblast Afghánistánu, jižní a východní části si udrželi relativní nezávislost na arabských dobyvatelích, a to nejdříve pod vládou Heftalitů (tzv. Kušáno-heftalité), od konce 9. století pak pod nadvládou dynastie Hindúšáhů. V 11. století však bylo celé afghánské území včetně těchto oblastí dobyto Ghaznovskou říší.
Mahmúd z Ghazny (998–1030) dále upevnil nadvládu Ghaznovské říše. Ghaznovci byli poraženi až v roce 1148 Ghóry.

## Mongolská nadvláda

V době svého největšího rozmachu zabírala Mongolská říše i území Afghánistánu

Na počátku 13. století dobyli celou střední Asii Mongolové, vedeni sjednotitelem mongolských kmenů, slavným dobyvatelem Čingischánem. Jeho obrovská armáda srovnala se zemí afghánská centra jako Balch, Herát či Ghazna. Afghánistán se tak spolu s ostatními zeměmi, které Mongolové dobyli, stal součástí Mongolské říše. Za doby vlády Čingischánova syna Čagataje se podstatná část Afghánistánu stala součástí Ílchanátu.
Mezi 16.–18. stoletím byl Afghánistán de facto rozdělen na několik částí. Na severu se usídlili Uzbeci, západní část byla pod nadvládou Safíjovců a východ patřil Paštuncům–Mughalům. Na počátku 18. století se Paštunci vzmohli a pod vedením Mírvajse Hótaka z kmene Hótaků přemohli Peršany a vyhnali je z afghánského území. Město Isfahán se Afgháncům podařilo dobýt v roce 1722. Po dalších bojích s Peršany se v polovině 18. století Afgháncům definitivně podařilo ovládnout území Afghánistánu.

## Novodobé dějiny
V roce 1747 se Ahmad Šáh Durrání chopil moci v Kandaháru a položil tak základ Afghánské říše, která se stala zase základem moderního státu Afghánistán. Po jeho smrti v roce 1772 se vláda přenášela na jeho potomky. Afghánská říše zabírala oblast dnešního Afghánistánu, severní Indie, většinu Pákistánu a východního Íránu.
V roce 1826 se moci chopil Muhammad Chán Dóst. V následující době se afghánské území a vůbec celá střední Asie stala dějištěm tzv. Velké hry mezi Britským a Ruským impériem. Afghánistán ležel na strategické pozici mezi oběma zeměmi a snaha Britů o faktické ovládnutí Afghánistánu vyústila v sérii válečných konfliktů mezi Británií a Afghánistánem.
Mezi lety 1919–1929 byl vládcem Afghánistánu Amanulláh Chán, za jehož vlády prošla země četnými sociálními i politickými reformami. Amanulláh navázal diplomatické kontakty se západními zeměmi. Mezi lety 1933–1973 v zemi vládl král Muhammad Záhir Šáh. V roce 1973 Záhirův švagr Muhammad Dáúd Chán zahájil nekrvavý puč. Dáúd a celá jeho rodina byli zavražděni v roce 1978, kdy afghánská komunistická strana uspořádala převrat a převzala vládu v zemi.

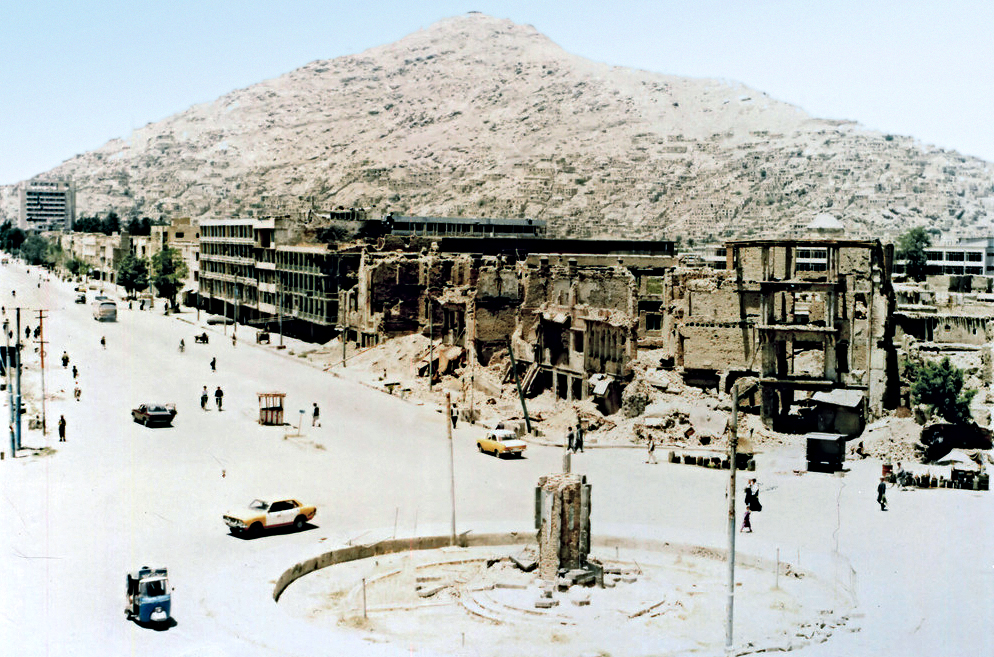
Část Kábulu zničená občanskou válkou (1993)

V srpnu 1979 zahájila americká vláda financování protivládních mudžáhidů s cílem donutit sovětskou vládu k intervenci. 24. prosince 1979 SSSR intervenoval Afghánistán. O dva dny později byl za pomoci sovětských zvláštních jednotek zavražděn prezident Hafizulláh Amín a místo něj dosazen Babrak Karmal. Tím začala Sovětská válka v Afghánistánu, trvající 10 let (1979–1989).
Když byl z teroristických útoků z 11. září 2001 obviněn Tálibán, Spojené státy a jejich spojenci intervenovali Afghánistán a tálibánskou vládu svrhli. Na konci roku 2001 se lídři afghánských opozičních stran sešli v Bonnu, aby se dohodli na novém vládním zřízení v Afghánistánu. V prosinci 2001 byl jmenován náčelník paštunského kmene Hamíd Karzáí předsedou prozatímní vlády, v roce 2002 tzv. prozatímním prezidentem a 9. října 2004 vyhrál v řádných prezidentských volbách a vznikla Afghánská islámská republika, ale země se vyrovnávala s problémy nadále. V následujících letech nabíral Tálibán znovu na síle a získal některé části země zpět pod svoji kontrolu, zatím co prezidentova moc se omezila pouze na oblast hlavního města, zbytek měli v moci vojenští velitelé. Od roku 2006 vliv Tálibánu rostl, což se projevovalo zvýšeným počtem atentátů, útoků a rostoucí mocí hnutí.

## Obnovení emirátu v roce 2021

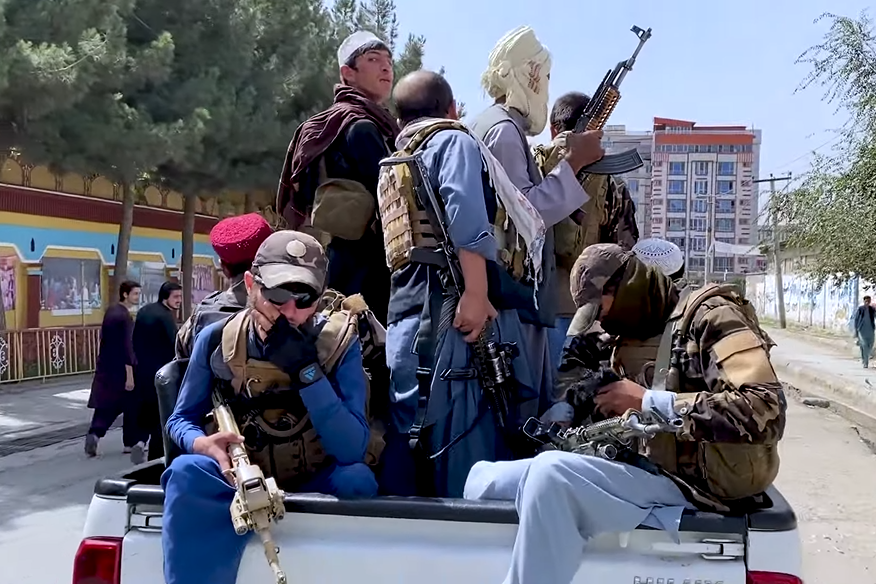
Bojovníci Tálibánu v Kábulu po jeho ovládnutí v srpnu 2021

Vlajka Tálibánu a emirátu (od 2021)

V květnu 2021 využil Tálibán příležitosti a zahájil rychlou ofenzívu, když probíhalo stahování spojeneckých vojsk ze země, to mělo být původně dokončeno do 11. září 2021 (na dvacáté výročí útoků z 11. září 2001). Americké rozvědky varovaly před kolapsem afghánské armády. Během června a července se podařilo Tálibánu obsadit významnou část území včetně venkově a vzdálenějších měst. 6. srpnem zahájili tálibové rychlé dobývání hlavních měst provincií a dne 15. srpna nečekaně vstoupili do Kábulu. Během svého postupu se Tálibán prakticky nesetkal s významnějším odporem afghánské armády a zemi zcela ovládlo kromě údolí Pandžšír, které dobylo 5. září.
Dne 19. srpna 2021 hnutí vyhlásilo vznik nového státního útvaru – Islámského emirátu Afghánistán, aniž by dosáhlo mezinárodního uznání dalšími státy. Z ústavního pohledu je režim monarchií, neboť došlo k recepci těch ustanovení monarchistické ústavy z roku 1964, které nebyly v rozporu s právem Šaría. Komise pro vypracování nové ústavy by měla vzniknout v roce 2022.